# Egelsee (Kärnten)

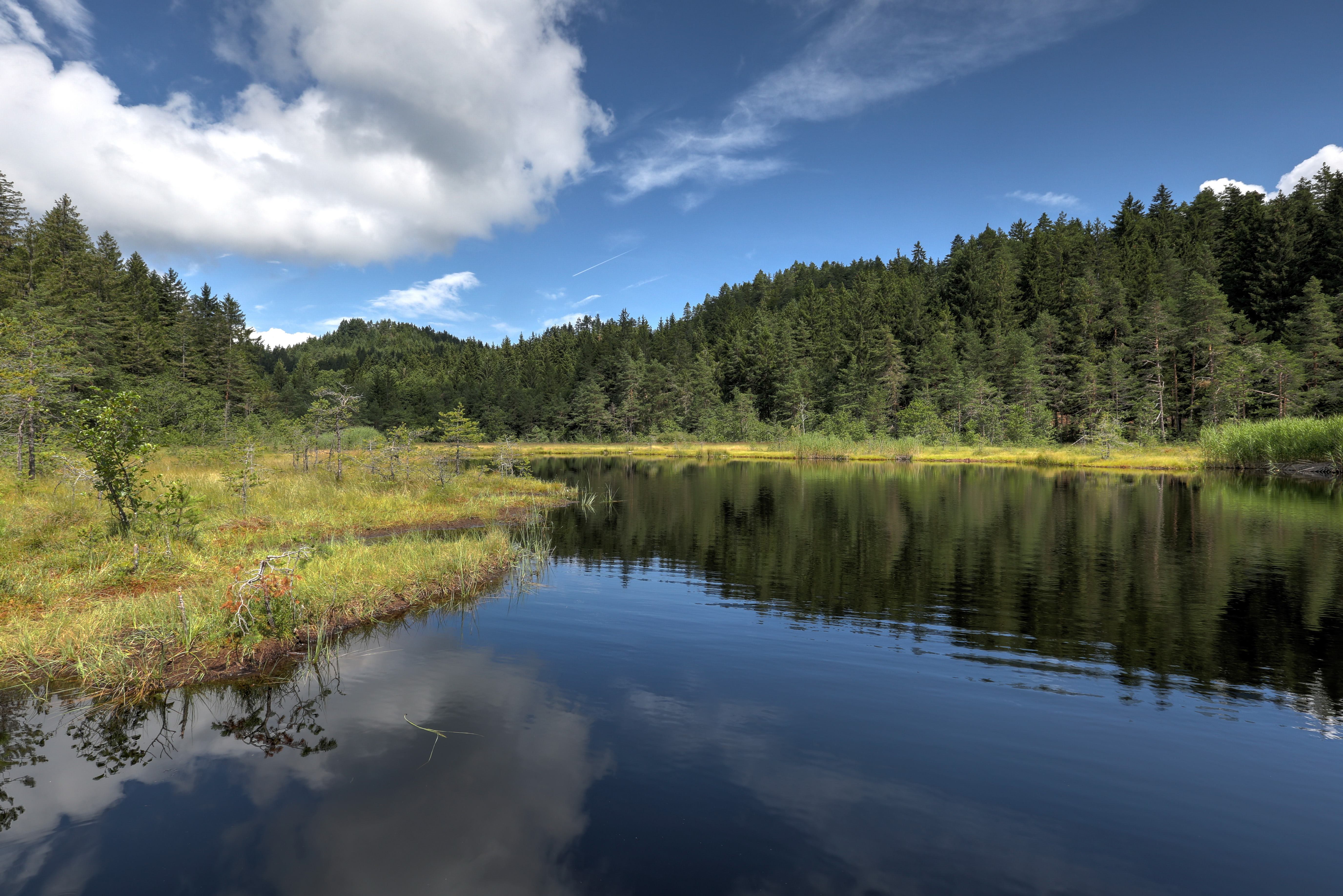
Egelsee Richtung Westen, im Hintergrund der Hochgosch (876 m)

Der Egelsee (früher auch Ecksee genannt) ist ein Moorsee in Kärnten, Österreich, und liegt auf 780 m ü. A. Höhe auf dem Millstätter-See-Rücken. Erreichbar ist der kleine Waldsee von Molzbichl und Rothenthurn, vom Südufer des Millstätter Sees aus beziehungsweise über die Wanderwege am Millstätter See-Rücken. Das unter Naturschutz stehende Gewässer verdankt seinen Namen nicht den nicht vorhandenen  Blutegeln, sondern leitet sich vom ursprünglichen Namen „Ecksee“ ab.

## Beschreibung
Der Moorsee mit einer Fläche von 9,35 ha ist vollständig von am Wasser schaukelnden Schwingrasen umsäumt. Aufgrund seiner Lage inmitten eines ausgedehnten Moores ist seine Wasserfarbe tiefbraun. Die Moorsäuren führen zu einem niedrigen pH-Wert. Botanische Besonderheiten sind das Papillentorfmoos, der fleischfressende rundblättrige und langblättrige Sonnentau und der Wasserschlauch, die Rostblättrige Alpenrose, das Scheidige Wollgras, die Rosmarinheide (Andromeda polifolia) oder die Moorbeere. Alle Stufen der Moorbildung lassen sich am Egelsee beobachten. Eine zoologische Besonderheit ist das Auftreten eines Plankton-Hüpferlings. Ursprünglich gab es keine Fische in diesem See. Im Frühjahr bis zum Frühsommer sind eine Unzahl von Larven des Grasfroschs und des kleinen Teichfroschs anzutreffen.
Der Millstätter See-Rücken, eine rund 2 km breite und 13 km lange, durch die letzte Eiszeit zu sanften Hügeln geschliffene Barriere zwischen dem Millstätter See (588 m) im Norden und dem Drautal (ca. 530 m) im Süden, ist größtenteils ein Landschaftsschutzgebiet, das sich auf dem Gemeindegebiet von Seeboden, Spittal an der Drau und Ferndorf befindet. Das Südufer des Millstätter Sees ist im Gegensatz zum Nordufer in weiten Teilen naturbelassen und nahezu unbesiedelt. Der kürzeste Weg vom Stift Millstatt ins Drautal – der Millstätter See wurde dabei mit dem Boot überquert – ging in einiger Entfernung östlich des Egelsees vorbei. Reste des alten Steinplattenweges sind noch auffindbar.
Abschnittsweise ist der Höhenrücken plateauartig und weist einige Senken auf, in denen sich Moore und auch der Egelsee befinden. In etwa 800 m Entfernung vom Egelsee liegt die höchste Erhebung, der Hochgosch (875 m). Aussichtspunkte ins Drautal sind das „Lug ins Land“ und der Kreuzstein. Die höchsten Erhebungen im Westen ist der Wolfsberg (804 m) und im Osten der Geißriegel (988 m). Der Wasserabfluss des Millstätter Sees erfolgt über den Seebach in die Lieser. Diese durchschneidet den See-Rücken von Norden nach Süden in einer Schlucht, deren Ausgang im Drautal die Bezirksstadt Spittal liegt. In das Gestein des Millstätter See-Rückens sind einige Pegmatit-Linsen eingelagert, die u. a. am Wolfsberg, Hochgosch und Hahnenkofel gehäuft auftreten. Das Mineral wurde als Feldspat für die keramische Industrie am Anfang der Lieserschlucht und am Wolfsberg bis in die jüngere Vergangenheit abgebaut. Ein kleineres Vorkommen gibt es in der Nähe des Laggerhofes. Auf der Drautalerseite etwa bei Rothenthurn wurde in der Antike auch norisches Eisen abgebaut, was verfallene Stollen und der Fund einer keltischen Verarbeitungsanlage in Baldersdorf belegen.
Etwa einen Kilometer entfernt vom Egelsee am Wanderweg zur Kirche „St. Wolfgang am Fratres“ liegt der Kreuzstein (830 m). Dieser „Blutstein“ soll das Blutgericht der Millstätter Jesuiten gewesen sein. Mehrere eingemeißelte Jahreszahlen (1653, 1660, 1766, 1792) mit Kreuzen und eine Richtmulde für den Kopf der Verurteilten legen diese Vermutung nahe. Allerdings wurde die Herrschaft Millstatt bereits 1773 vom Staat übernommen.